# NASA Institute for Advanced Concepts
Die Aufgabe des im Februar 1998 gegründeten NASA Institute for Advanced Concepts (NIAC) war es, unkonventionelle, exotische Konzepte für die Luft- und Raumfahrt zu identifizieren und zu fördern. Die Einrichtung vergab Förderstipendien vor allem an weitgehend von der NASA unabhängige Forscher und Erfinder. Ausgewählte Projekte wurden dabei unterstützt, vielversprechende Konzepte zu Prototypen weiterzuentwickeln. 
Ziel war es, revolutionäre Ideen zu entdecken, die einen Technologiesprung in der Raumfahrt ermöglichen sollten. Das Programm war damit auf Projekte mit einem Realisierungshorizont innerhalb der nächsten zehn bis vierzig Jahre ausgerichtet. Eines der in der öffentlichen Wahrnehmung am stärksten Aufsehen erregenden Projekte war die Erforschung von Konzepten zur Realisierung eines Weltraumliftes.
Das NIAC wurde zum 31. August 2007 geschlossen. 2011 wurde das Programm als NASA Innovative Advanced Concepts wieder aufgenommen.